# بحيرة آيليك
بحيرة ايليك (في اللغة الصينية: 艾里克湖; بينيين: Àilǐkè hú; ) هي بحيرة في منطقة سنجان ذاتية الحكم في الصين. تقع في الجزء الشمالي الغربي من حوض جونغقار ، على حافة صحراء جوربانتونجوت. من الناحية الإدارية ، تقع البحيرة داخل منطقة اوركو في مدينة كاراماي ، حوالي 20 كم جنوب شرق المنطقة الحضرية الرئيسية للمدينة.
يغذي نهر بايان بحيرة ايليك، حيث يتدفق النهر من جبال ساور على الحافة الشمالية لحوض جونغقار؛ يشكل النهر دلتا صغيرة عند دخوله البحيرة (باحداثيات: 45°58′00″N 85°47′00″E / 45.96667°N 85.78333°E). اعتبارًا من عام 1999 ، بلغ ارتفاع سطح مياه البحيرة 273 متر (896 قدم) حتى 276 متر (906 قدم) فوق مستوى سطح البحر.
بسبب بناء خزان نهر بايانغ وخزان هوانغ يانغ تشيوان، وما يصاحب ذلك من تحويل لمياه نهر بايانغ للري وتربية الأحياء المائية والاحتياجات الاقتصادية الأخرى ، بدأت بحيرة ايليك في الانكماش في الثمانينيات ؛ بحلول منتصف الثمانينيات ، كانت مساحة البحيرة 15 كم2 في الحجم وعمقها بالكاد 1 متر ؛ وبحلول التسعينيات ، جفت تقريبًا.
أعيدت البحيرة إلى الحياة من خلال قناة إرتيش - كراماي. كما تعبر القناة نهر بايانغ ، حيث تم تصميم وضع مخصص للسماح بتدفق حوالي ثلث المياه  من القناة إلى نهر بايانغ، حيث ادى ذلك إلى تحسين وضع إمدادات المياه في منطقة اورهو، ويسمح للنهر بالوصول إلى بحيرة ايليك مرة أخرى. وفقًا لتقرير نُشر في عام 2003 ، منذ افتتاح القناة في 1 أغسطس 2000 ، تمكنت بحيرة ايليك ، التي كانت شبه جافة ، من التعافي كبحيرة عميقة بها الكثير من الأسماك ؛ حيث تبلغ مساحتها 50 كم 2 ويصل عمقها إلى 7 أمتار.
واحدة من الميزات الجيولوجية المهمة في بحيرة ايليك هو صدع كيو ، الذي يمتد في الاتجاه الشمالي الشرقي إلى الجنوب الغربي ، من بحيرة ايليك إلى بحيرة لسر ايليك (في اللغة الصينية: 小 艾里克 湖 ، وتعرف أيضًا باسم بحيرة ايليك الصغيرة) وبحيرة آلان نور الجافة (في اللغة الصينية: 阿雅尔诺尔 ) ، والتي كانت حتى عام 1915 نقطة نهاية نهر ماناس.
على الرغم من عدم وجود تدفق للمياه السطحية من بحيرة ايليك، يُعتقد أن بعض المياه من هذه البحيرة تتسرب موسمياً من خلال الكسور الأرضية لصدع كيو إلى بحيرة لسر ايليك. من المحتمل أن تتسرب المياه من خلال نفس الصدع حتى أبعد إلى الجنوب الغربي ، إلى بحيرة آلان نور الجافة.

## ملحوظات
1. 1 2 3 4 5  Yao، Yonghui؛ Li، Huiguo (2010)، "Tectonic geomorphological characteristics for evolution of the Manas Lake"، Journal of Arid Land، ج. 2، ص. 167–173، مؤرشف من الأصل في 2021-11-14
2. 1 2 3  艾里克湖消失10年后复活] (Ten years after its disappearance, the vanished Ailik Lake has come back to life، 2 يونيو 2003، مؤرشف من الأصل في 2021-11-14
3. ↑  Zhang، Li (张莉)؛ Li، Youli (李有利) (2004)، "近300年来新疆玛纳斯湖变迁研究 (On the changes of Manas Lake in the past 300 years)"، 中国历史地理论丛 - Collections of Essays on Chinese Historical Geography، ج. 19، ص. 127–142 (English abstract on p. 160)
4. ↑  Yao، Yonghui؛ Li، Huiguo (2010)، "Tectonic geomorphological characteristics for evolution of the Manas Lake"، Journal of Arid Land، ج. 2، ص. 167–173، مؤرشف من الأصل في 2022-12-12Yao, Yonghui; Li, Huiguo (2010), "Tectonic geomorphological characteristics for evolution of the Manas Lake", Journal of Arid Land, 2 (3): 167–173